# Bo Bättre
För bostadsutställningen i Göteborg 1945, se Bo Bättre (utställning).
Bo Bättre är en tidning för förtroendevalda i bostadsrättsföreningar. Tidningen skapades som Sveriges bostadsrättsföreningars centralorganisations medlemstidning, men är numera en fristående tidning ägd av Mediabolaget.
Tidningen kommer ut med fyra nummer om året och vänder sig till styrelseledamöter och aktiva boende i bostadsrättsföreningarna. Tidningens redaktör är Karin Rutström. Ansvarig utgivare är Gunnar Wesslén.  
Varje nummer innehåller, förutom de ordinarie reportagen, ett par större teman. 
Upplagan är 26 500, varav cirka 20 000 exemplar går till bostadsrättsföreningars styrelser och till prenumeranter.